# Foveolocyathus alternans
Foveolocyathus alternans is een rifkoralensoort uit de familie van de Turbinoliidae. De wetenschappelijke naam van de soort is voor het eerst geldig gepubliceerd in 1992 door Cairns & Parker.